# Patrick Wagner
Patrick Wagner (* 12. Mai 1961 in Trier) ist ein deutscher Historiker. Seit 2006 lehrt er als Professor für Zeitgeschichte an der Martin-Luther-Universität Halle-Wittenberg. 

## Leben und Wirken
Patrick Wagner machte 1980 das Abitur am neusprachlich-naturwissenschaftlichen Max-Planck-Gymnasium Trier. Er studierte in den Jahren 1981 bis 1987 die Fächer Geschichte, Germanistik, Biologie und Erziehungswissenschaften an der Universität Mainz und an der Universität St Andrews. Von 1988 bis 1989 leistete Wagner Zivildienst im Bereich ambulanter Altenpflege in Wiesbaden. In den Jahren 1991 bis 1998 war Wagner wissenschaftlicher Mitarbeiter in mehreren Hamburger Geschichtsvereinen. Im Jahr 1995 wurde er an der Universität Hamburg mit einer bei Detlev Peukert begonnenen und nach dessen Tod von Klaus Saul betreuten Untersuchung zur Geschichte der Kriminalpolizei zwischen 1918 und 1945 promoviert. Wagner war von 1998 bis 2000 wissenschaftlicher Mitarbeiter am Lehrstuhl für Neuere und Neueste Geschichte bei Ulrich Herbert an der Albert-Ludwigs-Universität Freiburg. Von 2000 bis 2003 war er wissenschaftlicher Assistent am Lehrstuhl für Neuere und Neueste Geschichte der Albert-Ludwigs-Universität Freiburg. Im Jahre 2003 habilitierte er sich am Lehrstuhl von Ulrich Herbert an der Universität Freiburg über das Thema Bauern, Junker und Beamte. Lokale Herrschaft und Partizipation im Ostelbien des 19. Jahrhunderts. Wagner lehrt seit 2006 als Professor für Zeitgeschichte an der Martin-Luther-Universität Halle-Wittenberg. 
Im Jahr 2002 veröffentlichte Wagner seine Dissertation über die Geschichte der deutschen Kriminalpolizei von der Weimarer Republik bis in die Frühphase der Bundesrepublik. Die Untersuchung leistet keine Gesamtgeschichte der deutschen Kriminalpolizei, sondern konzentriert sich vor allem auf Konzeptionen und Praxis der Kriminalpolitik. Durch seine Studie wurde erstmals die Rolle der Kriminalpolizei im Nationalsozialismus untersucht. In seiner Habilitationsschrift befasste er sich mit den Landräten und Herrschaftsverhältnissen im Ostelbien des 19. Jahrhunderts. Wagner forscht über die Geschichte der Deutschen Forschungsgemeinschaft zwischen 1920 und 1970. Von 2008 bis 2011 leitete Wagner das vom Bundeskriminalamt (BKA) an diese Universität vergebene Forschungsprojekt BKA-Historie zwischen 1949 und 1981, das den Fokus auf die Gründungsgeschichte des BKA richtete und die Nachwirkungen des Nationalsozialismus auf das Amt untersuchte. 
Wagner war von 2000 bis 2003 Mitglied der Redaktion von der Fachzeitschrift WerkstattGeschichte und ist seit 2001 auch deren Mitherausgeber. Er ist Mitglied der Historischen Kommission für Sachsen-Anhalt. Seit 2009 ist er Mitglied der Kommission zur Erforschung der Geschichte des Reichsfinanzministeriums (berufen durch das Bundesministerium der Finanzen). Seit 2011 ist er Beauftragter des Akademischen Senates der Martin-Luther-Universität für die Belange behinderter Menschen. Von 2012 bis 2017 war er Vorsitzender des wissenschaftlichen Beirats der Stiftung Gedenkstätten Sachsen-Anhalt.

## Schriften
- Notgemeinschaften der Wissenschaft. Die Deutsche Forschungsgemeinschaft (DFG) in drei politischen Systemen, 1920 bis 1973 (= Studien zur Geschichte der Deutschen Forschungsgemeinschaft. Band 12). Franz Steiner, Stuttgart 2021, ISBN 978-3-515-12857-5.
- Bauern, Junker und Beamte. Lokale Herrschaft und Partizipation im Ostelbien des 19. Jahrhunderts (= Moderne Zeit. Band 9). Wallstein, Göttingen 2005, ISBN 3-89244-946-5, (zugleich: Habilitationsschrift, Universität Freiburg im Breisgau, 2003).
- Hitlers Kriminalisten. Die deutsche Kriminalpolizei und der Nationalsozialismus zwischen 1920 und 1960 (= Beck’sche Reihe. Band 1498). Beck, München 2002, ISBN 3-406-49402-1.
- Displaced persons in Hamburg. Stationen einer halbherzigen Integration 1945 bis 1958. Mit einem Beitrag von Alfons Kenkmann. Dölling und Galitz, Hamburg 1997, ISBN 3-930802-52-X.
- Volksgemeinschaft ohne Verbrecher. Konzeptionen und Praxis der Kriminalpolizei in der Zeit der Weimarer Republik und des Nationalsozialismus (= Hamburger Beiträge zur Sozial- und Zeitgeschichte. Band 34). Christians, Hamburg 1996, ISBN 3-7672-1271-4 (zugleich: Dissertation, Universität Hamburg, 1995, unter dem Titel: Kommissar Sisyphus träumt vom letzten Fall) (Digitalisat).